# فان لياو
فان لياو (بالصينية: 廖凡) (و. 1974 – م) هو ممثل من جمهورية الصين الشعبية . ولد في خونان .

## روابط خارجية
- فان لياو على موقع IMDb (الإنجليزية)
- فان لياو على موقع قاعدة بيانات الأفلام العربية
- فان لياو على موقع ألو سيني (الفرنسية)
- فان لياو على موقع أول موفي (الإنجليزية)
- فان لياو على موقع قاعدة بيانات الأفلام السويدية (السويدية)
- فان لياو على موقع قاعدة بيانات الفيلم (الإنجليزية)
- فان لياو على موقع كينوبويسك (الروسية)